# Sportanatomie
Die Sportanatomie befasst sich mit Aufbau und Funktionsweise des menschlichen Organismus in Bezug auf Verhalten und Anpassung bei unterschiedlichen sportlichen Belastungen.
Untersucht werden funktionelle Wechselbeziehungen und bewegungsinduzierte Anpassungen von Zellen, Geweben und Organen an mechanische bzw. sportliche Beanspruchungen. Das beinhaltet auch die Analyse komplexer Bewegungsabläufe in den verschiedenen Sportarten und ermöglicht Aufschlüsse über Trainingswirkungen und -anpassungen.